# Llista d'alcaldes de Cardedeu
Llista d'alcaldes de Cardedeu:
- Ignasi Canut i Ferrer (1895-1901)
- Domènec Vila i Ferrés (1901-1902)
- Jaume Riera i Gual (1902-1906)
- Gabriel Alsina i Borrell (1906-1910)
- Manuel Torruella i Basses (1910-1914)
- Joan Alsina i Masip (1914-1923)
- Josep Malla i Guarda (1923-1924)
- Salvador Clavell i Serra (1924-1926)
- Joan Codina i Terradas (1926-1927)
- Josep Senesteva i Anglès (1927-1929)
- Josep Gesa i Bellavista (1929-1930)
- Joan Alsina i Masip (1930-1931)
- Marià Casanovas i Fortuny (1931-1935)
- Marcel·lí Bosch i Massuet (1936-1938)
- Salvador Arquer i Esteva (1939-1947)
- Pere Clusellas i Casamiquela (1947-1949)
- Josep Casademunt i Ribalta (1949-1962)
- Jaume Viader i Roger (1962-1968)
- Josep Mas i Jordà (1968-1974)
- Jaume Viure i Ninou (1974-1979)
- Ramon Comas i Duran (1979-1995)
- Cristina Viader i Anfrons (1995-2003)
- Joaquim Om i Tubau (2003-2005)
- Montserrat Cots i Àlvarez (2005-2007)
- Joan Masferrer i Sala (2007-2008)
- Calamanda Vila i Borralleras (2008-2015)
- Enric Olivé i Manté (2015-2023)
- Josep Quesada (2023-actualitat)